# Radiofonikó 'Idryma Kýprou
Radiofonikó 'Idryma Kýprou (řecky Ραδιοφωνικό Ίδρυμα Κύπρου, zkráceně RIK, řecky PIK; turecky Kıbrıs Radyo Yayın Kurumu, zkráceně KRYK; též je používán anglický název Cyprus Broadcasting Corporation, zkráceně CyBC) je veřejnoprávní vysílatel na Kypru. RIK vlastní čtyři rozhlasové kanály, dva domácí televizní kanály a jeden satelitní kanál pro kyperskou diasporu v zahraničí.
Je neziskovou organizací, která využívá celý svůj příjem na podporu vysílání, kdy poskytuje objektivní informace, kulturu a zábavu pro občany Kypru.
RIK byla do roku 2000 částečně financována z daní přijatých v rámci programu, který skončil dne 1. července 2000. Výše zaplacené částky závisela na velikosti domu. V současné době je financována ze státního rozpočtu.
RIK je členem mezinárodního vysílacího společenství. Je součástí Evropské vysílací unie (EBU), Organizace vysílání z nezúčastněných zemí (BONAC) a Asociace vysílání Commonwealth (CBA).

## Historie a právní rámec
Společnost RIK v roce 1953 začala vysílat po názvem Cyprus Broadcasting Service. Rozhlasové vysílání zahájila společnost ve 1700 v neděli 04. října 1953. Programy byly vysílány v řečtině, turečtině a angličtině. Přenos byl na středních vlnových délkách 434 a 495 metrů. Stanice produkoval týdenní publikaci s názvem Radio Cyprus, která byla zdarma.
Televizní vysílání započalo dne 1. října 1957.
Zpočátku se vysílalo pět dní v týdnu, s průměrnou délkou denního vysílání 3 hodin. Služba pokrývala okruh 20 km od Nicosia. Dne 1. ledna 1959 přestal být organizační složkou státu a byla přejmenována na společnost Ραδιοφωνικό Ίδρυμα Κύπρου, podle Zákona o Kyperské vysílací společnosti (Kapitola 300A). Zčásti byla předlohou pro BBC.
Byl přijat jako přidružený člen Evropské vysílací unii dne 1. ledna 1964 a aktivním členem se stala o pět let později.

## Televize
RIK operuje na třech vnitrostátních kanálech (RIK 1, RIK 2 a RIK HD) a na jednom mezinárodní kanále (RIK SAT), který je zaměřen na kyperskou diasporu. Také přenáší signál kanálu Euronews. Od 1. července 2011, kdy bylo ukončeno veškeré analogové televizní vysílání skončilo, RIK provozuje vysílání pouze prostřednictvím sítě DVB-T.
RIK 1, řecky ΡΙΚ ΕΝΑ, nebo také CyBC 1 je první kanál společnosti RIK. Nabízí zpravodajské a publicistické pořady a stručný přehled zpráv v řečtině. Krom toho se zaměřuje na vysílání politicky angažovaných, finančních, společenských a kulturních pořadů a na nejnovější sportovní zprávy. K vidění jsou také dokumentární a hrané filmy (založeny na událostech a literatuře), opery, koncerty, balet, divadelní představení a kulturní pořady.
RIK 2, řecky ΡΙΚ ΔΥΟ, nebo také CyBC 2 nabízí v první řadě zábavné pořady (včetně kyperských a zahraničních seriálů), kvalitní celovečerní filmy, kyperské a zahraniční televizní filmy, hudbu a dětské programy. Vysílá zprávy v řečtině, turečtině a angličtině. Od 1. února 1993 přenáší denní vysílání části programu televize Euronews (přibližně 80 hodin za týden).
RIK HD nebo také CyBC HD je FullHD kanálem, který souběžně přenáší řadu domácích a mezinárodních akcích spolu s kanály ve standardním rozlišení. Mezi události, které byly souběžně přenášeny v roce 2013, patřila automobilové závody Formule 1, MotoGP, Eurovision Song Contest 2013 a soutěž o pohár FIFA (Mezinárodní federace fotbalu).
RIK Sat je mezinárodní služba RIK TV, která vysílá pořady společnosti RIK pro diváky v Evropě. V současné době je k dispozici v rámci služeb FTA přes satelit Hellas Sat-2, na stalitě Hot Bird a pozemním digitálním přenosem v Řecku. Také vysílá v USA a Kanadě přes Titan Inc. RIK Sat v současné době pracuje na 24hodinovém nepřetržitém programu.

## Rozhlas
Vedle televizních kanálů společnosti, RIK vysílá na čtyřech rozhlasových kanálech. Čtyři rozhlasové stanice (První kanál, Druhý kanál, Třetí kanál a Čtvrtý kanál) mají za cíl vysílat kvalitní pořady a poskytovat informace, kulturu a zábavu pro veřejnost; s přihlédnutím k potřebám a preferencím všech komunit na Kypru. Programy jsou vysílány v různých jazycích. Vysílají 24 hodin denně a jsou k dispozici také přes satelit a internet.
První kanál, řecky Α' Πρόγραμμα je nejstarší rozhlasová stanice na Kypru. Jejím hlavním účelem je informovat posluchače. Vysílá nepřetržitě 24 hodin denně. Obsahuje zprávy, publicistiku, naučné pořady a kulturní program. Vysílá programy pro děti a mladistvé klasickou, moderní i tradiční hudbu. Od 27. června 1999 přenáší speciální pořad pro Maronity, nazvaný Hlas Maronotů. K dispozici je také speciální pořad pro latinskou komunitu, který je vysílán již od 13. listopadu 1999. První kanál vysílá na frekvencích 963, 693, 558 kHz AM a 97.2, 90.2, 93.3 and 91.4 MHz na FM.
Druhý kanál, řecky Β' Πρόγραμμα, známý též pod názvem CyBC Radio Two vysílá pořady v různých jazycích na 24 hodin denně. V turečtině, pro turecké Kypřany od 0600 do 1700; v arménštině, pro Armény od 1700 do 18.00 a v angličtině pro zahraniční návštěvníky a trvalé řecky nemluvící obyvatele od 1800 do 0600 následující den. Přenos pro turecké Kypřany je zaměřena na udržení komunikace s nimi. Mezi dalšími pořady, existují tři zpravodajství každý den (v 0730, 1315 a 1850). Anglicky mluvené pořady jsou určeny především pro zábavu, hudbu a kulturu, s důrazem na poskytování informací o národních otázkách a podporu kulturního dědictví. Tři zpravodajství v angličtině jsou vysílány každý den (v 1330, 2000 a 2200).

Druhý kanál vysílá na 91.1, 94.2 a 97.9 MHz FM. Živý přenos lze nalézt na oficiálních stránkách televize RIK a je také k dispozici pro 70% populace Kypru prostřednictvím digitálního multiplexu Deftero Programma. Stanice lze chytit pomocí přenosu Hellas-Sat v Africe, Evropě a na Středním východě.
Třetí kanál, řecky Γ' Πρόγραμμα, který je který je nejpopulárnějším kanále RIK na Kypru, je hlavně zábavný a informační.
Čtvrtý kanál, řecky Δ' Πρόγραμμα, vysílá populární hudbu.